# Charleston Southern Buccaneers

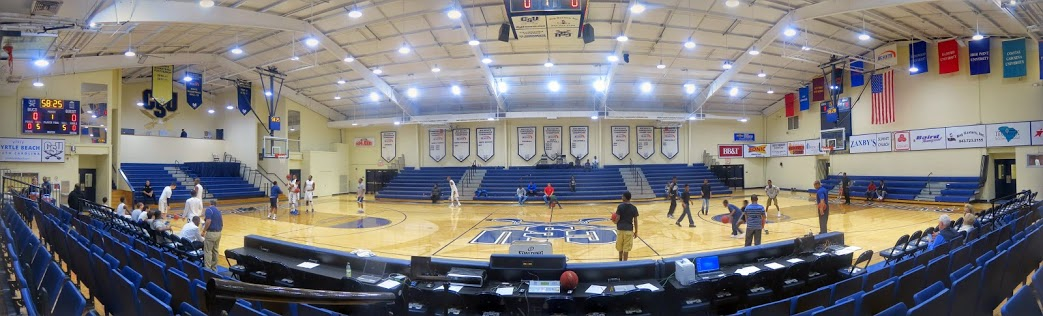
CSU Field House

Charleston Southern Buccaneers (español: Bucaneros del Sur de Charleston) es el equipo deportivo de la Universidad del Sur de Charleston, situada en Charleston , en el estado de Carolina del Sur, fundada en 1964. Los equipos de los Buccaneers participan en las competiciones universitarias organizadas por la NCAA, y forman parte de la Big South Conference. A los equipos femeninos se les denomina Lady Bucs.

## Programa deportivo
Los Buccaneers participan en las siguientes modalidades deportivas:
| - Masculino - Baloncesto - Béisbol - Fútbol americano - Cross - Tenis - Golf - Fútbol - Atletismo | - Femenino - Cross - Baloncesto - Softball - Voleibol - Golf - Tenis - Fútbol - Atletismo |

### Baloncesto
El equipo masculino de baloncesto ganó las dos primeras ediciones de la Big South Conference, en 1986 y 1987, tanto en la fase regular como en el torneo. Desde entonces no ha vuelto a cosechar ningún éxito. Ninguno de sus jugadores ha llegado a entrar en el Draft de la NBA.

### Fútbol americano
El equipo de fútbol americano ganó en 2005 su único título de conferencia, empatando con Coastal Carolina. Tampoco ha conseguido llevar a ninguno de sus jugadores a la liga profesional de la NFL.

### Béisbol
3 de sus jugadores de béisbol han llegado a entrar en el draft de la MLB, el último de ellos en 2005.

## Instalaciones deportivas
- Buccaneer Field. Es el campo de juego del fútbol americano. Fue construido en 1970, y desde 1991 es el lugar donde los Buccaneers disputan sus partidos. Tiene una capacidad para 4.000 espectadores.
- CSU Field House. Es el pabellón donde se disputa el baloncesto y el voleibol. Con una capacidad para 790 espectadores, es el más pequeño de la División I de la NCAA.